# Henriette Sadler
Henriette Sadler (* 2. Oktober 1954 in Linz) ist eine österreichische Autorin.

## Leben und Wirken
Ihre erste Textveröffentlichung erfolgte 1993 in der vom Literaturkreis Oberes Mühlviertel herausgegebenen Literaturzeitschrift Findlinge. Es folgten Beiträge u. a. in den Oberösterreichischen Nachrichten und in Anthologien.
Die Autorin ist langjähriges Mitglied bei der IG Autorinnen Autoren und war von 1999 bis 2006 Mitglied beim Drehbuchforum Wien. Dem Stelzhamer-Bund gehörte sie bis 2012 an. Sie war dort Mitbegründerin der Gruppe neue mundart.
Henriette Sadler ist verheiratet und hat zwei Töchter.

## Werke
- Fruahliachd – Jahrbuch einer Vorstadtkindheit, St. Marien, 1996, 1. Auflage, Eigenverlag, (2003 2. Auflage)
- Linz.sta(d)t.ionen, Ein literarischer Reiseführer, Linz, 1998, ISBN 3-85285-015-0
- In Folge von Unzucht, Roman, Linz, Wien, 2001, ISBN 3-85285-072-X
- Gang durch eine Dorfgeschichte, Wien, 2006
- Linz.synchron (Ausstellungskatalog, gemeinsam mit der Fotografin Anna Zangerle), Linz, 2009
- Freddie Mercury[4]

## Libretto und Theaterstücke
- 2001 Libretto zu der Kammeroper Asyl (Uraufführung Anton-Bruckner-Centrum/Ansfelden)
- 2002 Asyl (Wiederaufführung Schlachthof Wels)
- 2004 Schlafe süß (Theaterstück, Uraufführung Schlachthof Wels)

## Auszeichnungen
- 1997 Luitpold-Stern-Preis, Wien (Anerkennungspreis)
- 1998 Wiener Werkstattpreis, Wien (3. Jurypreis)
- 2000 Marianne-von-Willemer-Preis, Linz
- 2007 Marianne-von-Willemer-Preis, Linz (Anerkennung)
- 2014 Lyra-Lyrics 2014, Wien – Thema: Feen, Faune und Fortissimo (3. Jurypreis)